# Aisne (rzeka)
Aisne – rzeka w północnej Francji. Ma długość 356 km, jest lewym dopływ rzeki Oise. Daje ona nazwę departamentowi Aisne.
Nad rzeką odbyła się jedna z bitew wojny galijskiej w 57 r. p.n.e. (bitwa nad rzeką Aisne) oraz bitwa I wojny światowej. 
Rzeka jest żeglowna na długości 60 km.

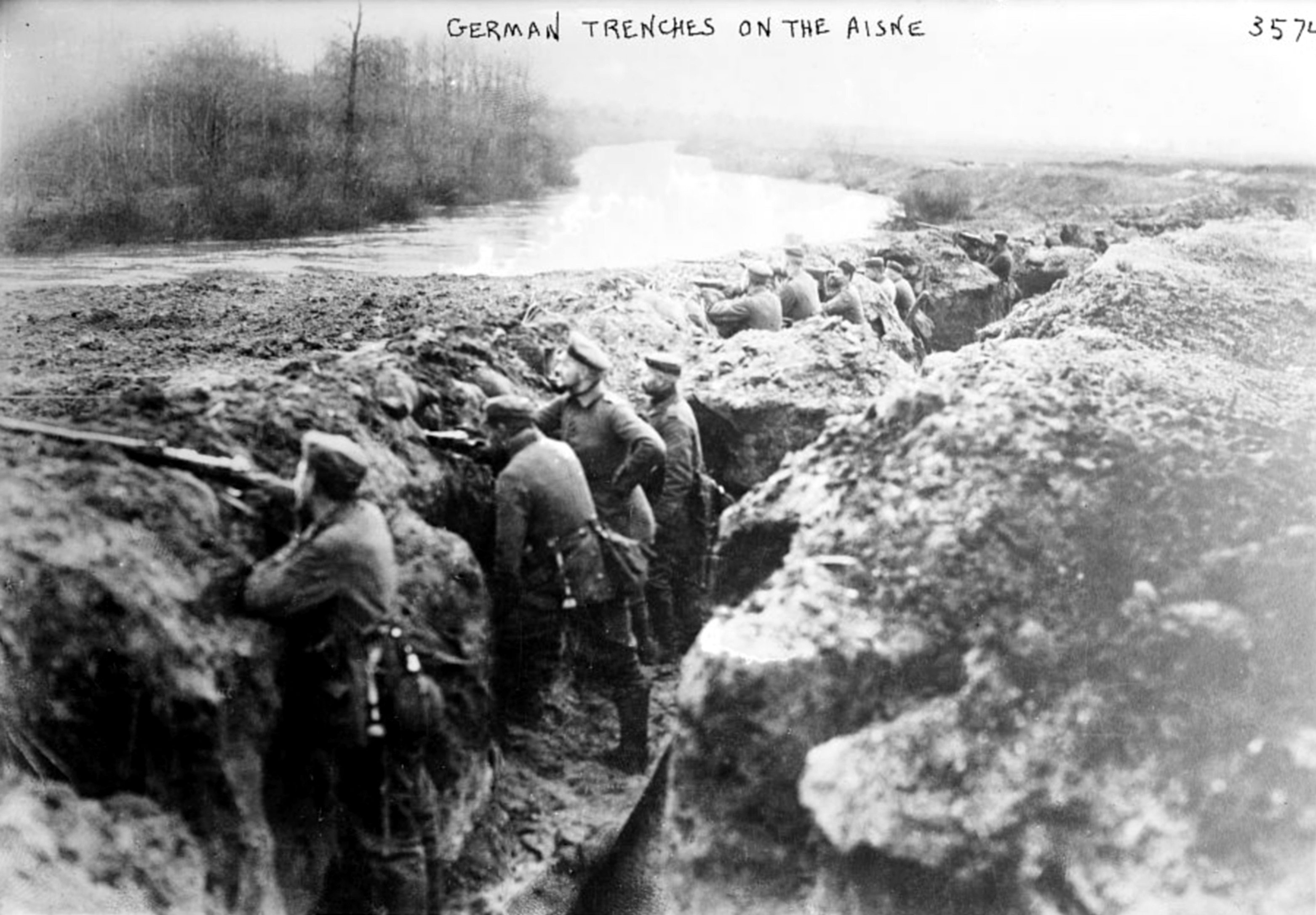
Oddziały niemieckie nad rzeką Aise podczas I wojny światowej